# Ludwig Graßler
Ludwig Graßler (* 2. August 1925 in Amberg; † 22. August 2019 in Wolfratshausen) war ein deutscher Bergwanderer und Autor von Wanderführern.

## Leben
Bekannt wurde der ursprünglich als Gartenbauingenieur tätige Graßler vor allem durch die Beschreibung des Traumpfades München–Venedig, eines Fernwanderwegs, der vom Marienplatz in München zum Markusplatz in Venedig führt. Graßler versuchte sich mehrmals an dieser Strecke, bevor er sie 1974 zum ersten Mal bewältigen konnte. Heute gehört Graßlers Route zu den populärsten Weitwanderwegen Europas.
Ludwig Graßler lebte von 1964 bis zu seinem Tod in Wolfratshausen. Er wurde an der Kapelle auf der Hallerangeralm beerdigt auf 1774 m ü. A.

## Werke
- Zu Fuß über die Alpen. Süddeutscher Verlag, 1977, ISBN 978-3-7991-5999-9.
- Isar-Loisachland: Herzstück Oberbayerns. Bayerische Verlagsanstalt, 1982, ISBN 978-3-87052-356-5.
- Von München nach Prag: Zu Fuß und mit dem Rad. J. Berg, 1994, ISBN 978-3-7634-1118-4.
- Traumpfad München-Prag. Bruckmann, 2006, ISBN 978-3-7654-4405-0.
- Wanderführer durch das Isartal: von Wolfratshausen bis z. Sylvenstein. Isartalverein, 1972.
- Burkhard Wittek: Zu Fuß von München nach Prag. Ein Reise- und Erlebnisbericht vom Traumpfad durch Bayern und Böhmen nach Europa. 2008, ISBN 978-3-939518-66-2